# Eucalyptus aspersa
Eucalyptus aspersa (лат.) — кустарник или многоствольное дерево, вид рода Эвкалипт (Eucalyptus) семейства Миртовые (Myrtaceae), эндемик юго-запада Западной Австралии. У растения грубая кора на стволах и ветвях, зрелые листья ланцетовидной формы, белые цветки и вазообразные плоды.

## Ботаническое описание
Eucalyptus aspersa — кустарник до 4 м в высоты. Образует лигнотубер у основания ствола и имеет грубую волокнистую или чешуйчатую кору от светло-серого до желтоватого цвета, которая свободно держится или частично сходит со стеблей. Листья на молодых растениях и на порослях от эллиптических до яйцевидных, голубовато-зелёные, 20-75 мм в длину и 14-30 мм в ширину. Зрелые листья ланцетовидные, слегка глянцевые, светло-зелёные, 55-120 мм в длину, 10-20 мм в ширину, черешок длиной 5-20 мм. Цветки расположены неразветвлёнными группами по семь или более на цветоносе длиной 5-12 мм, отдельные цветки на цветоножке длиной 2-4 мм. Зрелые почки имеют узкоовальную форму, 8-11 мм в длину и 3-4 мм в ширину. Калиптра имеет клювообразный отросток длиной 5-8 мм. Цветки белые. Плоды деревянистые, от более или менее сферических до чашеобразных, размером 4-8 мм в длину и 4-7 мм в ширину. Семена коричневые или серые, овальные, 9-11 мм.

## Таксономия
Вид Eucalyptus aspersa был впервые официально описан в 1993 году Иэном Брукером и Стивеном Хоппером на основе образцов, собранных Брукером в 1985 году недалеко от шоссе Албани к северу от пересечения реки Серпентин. Описание было опубликовано в журнале Nuytsia. Видовой эпитет — от латинского «рассеянный» или «разбросанный», описывающий разрозненный ареал этого вида.

## Распространение и местообитание
Эндемик Западной Австралии. Вид встречается на равнинах и хребтах в южной части региона Уитбелт в Западной Австралии между Тудией на севере, Колли на западе и юге до Вуданиллинга, где этот эвкалипт растёт на латеритных гравийных и супесчаных почвах вокруг гранита. Встречается на равнинах и гребнях, где растёт на щебнисто-песчано-суглинистых почвах над гранитом.

## Охранный статус
Международный союз охраны природы классифицирует природоохранный статус вида как «вызывающий наименьшие опасения».